# Legenda jménem Tyrannosaurus rex
Legenda jménem Tyrannosaurus rex je populárně naučná kniha, jejímž hlavním tématem je slavný pozdně křídový teropodní dinosaurus druhu Tyrannosaurus rex. Jedná se o svým rozsahem a záběrem jedinečnou knihu, pojednávající o všech aspektech a dosud zjištěných informacích, týkajících se právě druhu T. rex a jeho nejbližších příbuzných (zástupců nadčeledi Tyrannosauroidea). Autorem knihy je popularizátor paleontologie a spisovatel Vladimír Socha. Tvůrcem ilustrací je slovenský výtvarník Vladimír Rimbala. Kniha vyšla roku 2019.

## Obsah

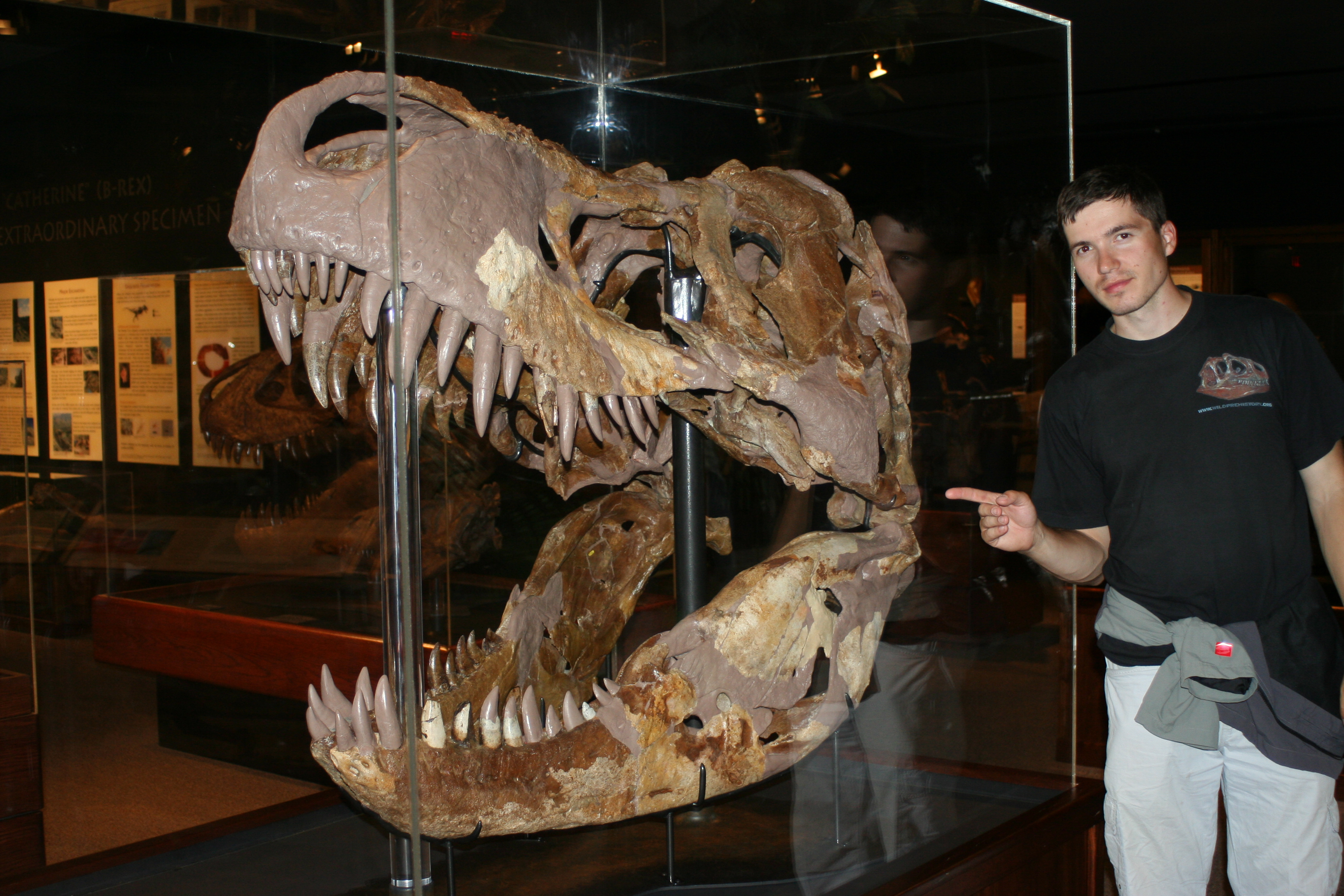
Autor knihy s obří lebkou tyranosaura MOR 008 v americkém Museum of the Rockies (2009).

Kniha pojednává mj. o potravních návycích tyranosaurů, jejich evoluční historii, paleoekologii, anatomii, vyhynutí, dějinách vědeckého výzkumu a mnoha dalších aspektech života tyranosaura i dalších tyranosauridů, kromě toho se zabývá i různými rekordy a kuriozitami, rolí tyranosaura v současné populární kultuře apod. Součástí knihy je také jmenný rejstřík, seznam použité a doporučené literatury i webových odkazů a slovník pojmů. Knihu doplňuje několik desítek černobílých ilustrací Vladimíra Rimbaly, zobrazujících všechny k roku 2019 známé tyranosauroidy.
V knize je také podrobně pojednáno o významných exemplářích druhu Tyrannosaurus rex, jako jsou Sue, Stan, Trix, Wankel-rex a další.